# Рагнальд II (король Йорвіку)
Рагнальд II Гутфрітсон (дан. Røgnvaldr Guðrøðsson; ? —944) — король Йорвіку у 943—944 роках. Усі правління провів у боротьбі з суперниками за трон.

## Життєпис
Походив з династії Рагнара Лодброка, лінії Івара Безкосного. Молодший син Гутфріта II, короля Дубліна та Йорвіку. Про дату народження та молоді роки нічого невідомо.
У 943 році прибув до Берніції з Ірландії. Тут отримавши допомогу англів та вступивши у союз з Едмундом I, королем Англії, виступив проти йорвікського короля Олафа II, якого повалив того ж року, ставши королем Йорвіку. Втім боротьба з останнім тривала. Через деякий час Рагнальд II відмовився визнавати зверхність Едмунда I. Останній скористався боротьбою Рагнальда II з Олафом II виступив проти першого. У 944 році зазнав поразки та загинув у війні з англосаксами. Після нього на деякий час королем став Олаф II, але того невдовзі було вигнано королем Едмундом I.